# Alegerile parlamentare din Estonia, 2007
Estonia a avut alegeri pentru Riigikogu (parlament) pe data de 4 martie 2007. Sistemul electoral este bazat pe reprezentare proporțională cu un prag de 5% din voturi pentru a intra în parlament. Aceste alegeri au fost primele alegeri naționale din lume care au permis votarea prin internet, de acasă, folosind cartea de identitate electronică deținută de peste 90% de estoni.

## Rezultate
| Partid | Partid                            | Ideologie                   | Voturi | %      | Schimbare | Locuri | Schimbare |
| ------ | --------------------------------- | --------------------------- | ------ | ------ | --------- | ------ | --------- |
|        | Partidul Reformist                | Liberalism clasic           |        | 27,8%  |           | 31     | +12       |
|        | Partidul de Centru                | Liberalism social           |        | 26,1%  |           | 29     | +1        |
|        | Uniunea Pro Patria și Res Publica | Conservatorism              |        | 17,9%  |           | 19     | –16       |
|        | Partidul Social Democrat          | Democrație socială          |        | 10,6%  |           | 10     | +4        |
|        | Verzii Estoni                     | Ecologism                   |        | 7,1%   |           | 6      | +61       |
|        | Uniunea Poporului                 | Țărănism                    |        | 7,1%   |           | 6      | –7        |
|        | Creștin-Democrații Estoni         | Creștin-democrație          |        | 1,7%   |           | 0      | —         |
|        | Partidul Constituției             | Minoritatea rusă, de stângă |        | 1,0%   |           | 0      | —         |
|        | Partidul Independenței            | Euroscepticism, Naționalism |        | 0,2%   |           | 0      | —         |
|        | Partidul Rusiei în Estonia        | Minoritatea rusă            |        | 0,2%   |           | 0      | —         |
|        | Partidul de Stânga                | Socialism                   |        | 0,1%   |           | 0      | —         |
|        | Independenți                      |                             |        | 0,1%   |           | 0      | —         |
| Total  | Total                             | Total                       |        | 100,0% |           | 101    | —         |